# パルスマン5世
パルスマン5世（グルジア語: ფარსმან V、グルジア語ラテン翻字: Parsman V、520年頃 – 561年）は、ホスロイド朝イベリア王国の王。在位期間については諸説あり、18世紀の歴史学者ヴァフシティ・バグラティオニは著書『ジョージアの歴史』において、パルスマン5世の在位期間を528年から542年までと記載している。一方、20世紀ロシアの歴史学者キリル・トゥマノフは再研究の結果、在位期間は547年から561年までであると述べている。
パルスマン5世はバクル2世の息子であり、キリル・トゥマノフの研究によると、547年にイベリア王の地位を継承した。パルスマン5世の死後、イベリア王位は甥のパルスマン6世に引き継がれた。
『ジョージア年代記』の中世アルメニア編によると、パルスマン5世の治世、アラン族によってカルトリ地方が攻撃・破壊された。その後オセチア人はパルスマン5世に対して、サーサーン朝の支配下に入るよう促したとされる。一方『ヴァフタング・ゴルガサリ王の歴史』の原文では、アラン族に関する言及はなく、ペルシャの一方的な侵略のみが記述されている。ペルシャとの戦争について『ジョージア年代記』は、当時関係の深かった東ローマ帝国が西側の敵との戦いの最中であり、パルスマン5世を支援することができなかったと述べている。この戦いは、ユスティニアヌス帝による東ゴートへの遠征（ゴート戦争）と考えられている。